# 中江孝男
中江 孝男（なかえ たかお、1913年4月30日 - 没年不明）は、日本の官僚・実業家。東京帝国大学在学中にバスケットボール選手として活躍し、1936年ベルリンオリンピックへの出場経験がある。のちに農林省に官僚として勤務したのち、祖父中江種造の興した中江産業に務める。志賀直哉の娘婿である。

## 経歴
祖父は鉱山王と呼ばれ中江産業を興した中江種造。父は種造の子・種一で、母は料理研究家として知られる中江百合（渡辺暢の娘）。
旧制成城高等学校、東京帝国大学農学部に学び、籠球部に所属。1936年ベルリンオリンピックでは、同じ東京帝大の田中秀次郎・鹿子木健日子とともにバスケットボール日本代表に選ばれた。
大学卒業後、農林省に入省し官僚となる。妻は志賀直哉の三女・寿々子。
のちに祖父が興した中江産業に入り、役員となる。